# Made in Europe
Made in Europe è un album live dei Deep Purple, pubblicato nel 1976.

## Il disco
Il disco contiene tracce registrate durante la tournée di Stormbringer in Europa tenutasi nel 1975. Quando il chitarrista Ritchie Blackmore annunciò la sua intenzione di lasciare il gruppo, infatti, il management decise di registrare le ultime tre date del tour europeo di quell'anno (Graz, Saarbrucken e Parigi, rispettivamente del 4, 5 e 7 aprile). L'album sarà pubblicato nel 1976, dopo l'abbandono di Blackmore.
Il disco contiene 5 brani: tre tratti dall'album Burn e gli altri due dall'album Stormbringer, provenienti per lo più dal concerto di Saarbrucken. Una versione completa della setlist, realizzata attingendo ai concerti di Graz e Parigi, sarà proposta soltanto nel 1996, con il cofanetto MK III - The Final Concerts. Nel 2001 verrà pubblicato Live In Paris 1975 e nel 2014 di Live In Graz 1975.

## Tracce
1. Burn – 7:32 (David Coverdale, Ritchie Blackmore, Jon Lord, Ian Paice)
2. Mistreated (Interpolating "Rock Me Baby") – 11:32 (David Coverdale, Ritchie Blackmore)
3. Lady Double Dealer – 4:15 (David Coverdale, Ritchie Blackmore)
4. You Fool No One – 16:42 (David Coverdale, Ritchie Blackmore, Jon Lord, Ian Paice)
5. Stormbringer – 5:38 (David Coverdale, Ritchie Blackmore)

Durata totale: 45:39

## Formazione
- David Coverdale: voce principale
- Glenn Hughes: basso e voce secondaria
- Ritchie Blackmore: chitarra
- Jon Lord: tastiera
- Ian Paice: batteria